# Rue de Bretagne (Asnières-sur-Seine)
Pour l’article homonyme, voir Rue de Bretagne.
La rue de Bretagne est une voie de communication située à Asnières-sur-Seine.

## Situation et accès

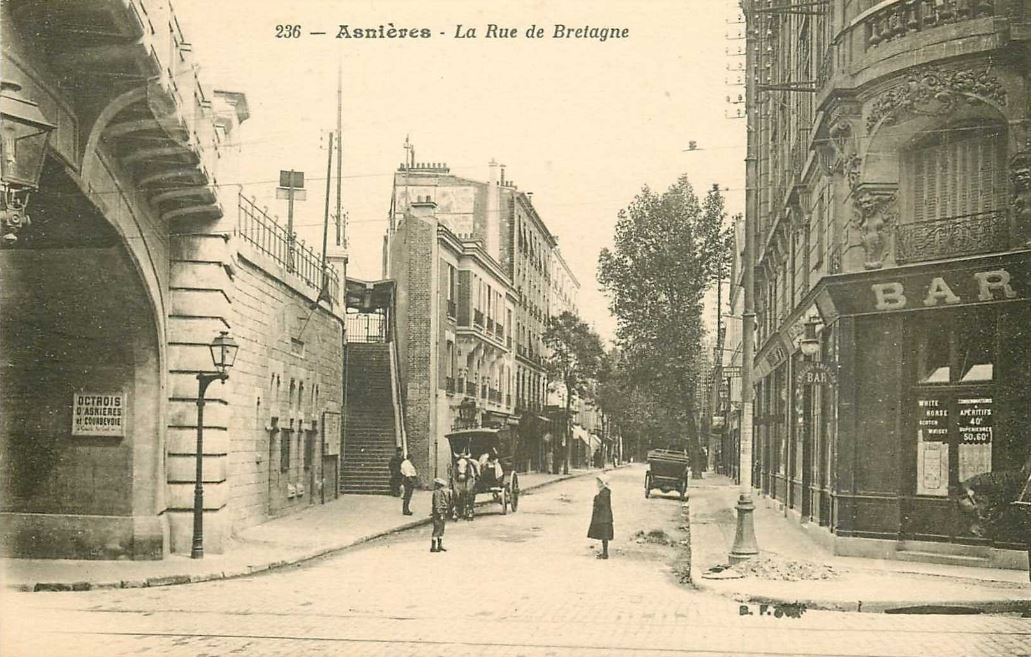
Rue de Bretagne, de la rue du Bois.

Cette rue longe en partie la ligne de Paris-Saint-Lazare à Versailles-Rive-Droite, ouverte en 1839.
En partant de la Seine, elle forme le point de départ de la rue de l'Orne et de la rue de l'Embranchement, puis traverse la rue d'Anjou qui est un accès piétonnier à la gare. Elle se termine au droit de la voûte du pont ferroviaire, face à la rue du Bois.

## Origine du nom

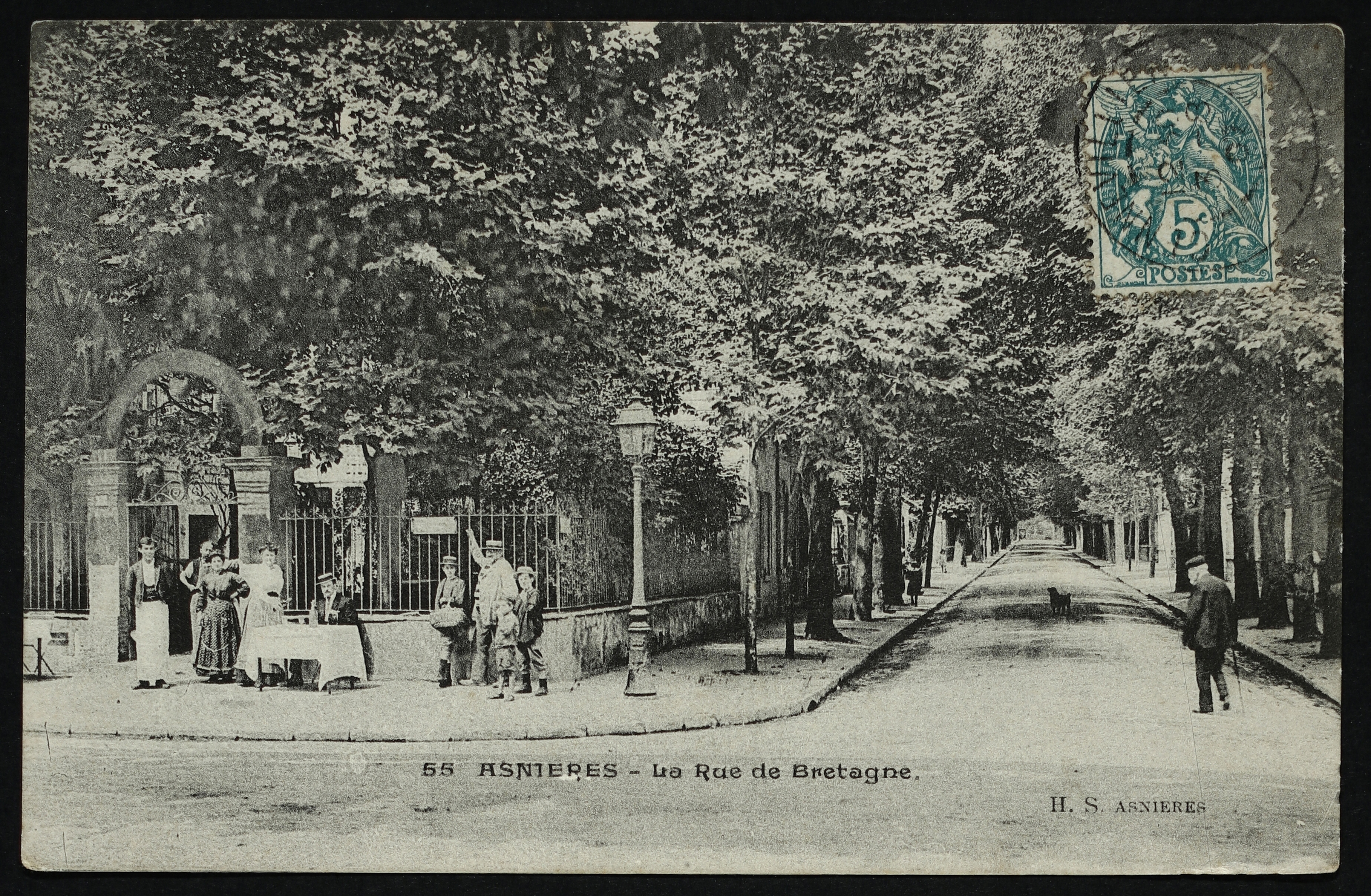
La rue de Bretagne vers 1900.

Quelques rues des environs portent des noms de provinces françaises: Celle-ci est nommée en honneur de la province de Bretagne.

## Historique

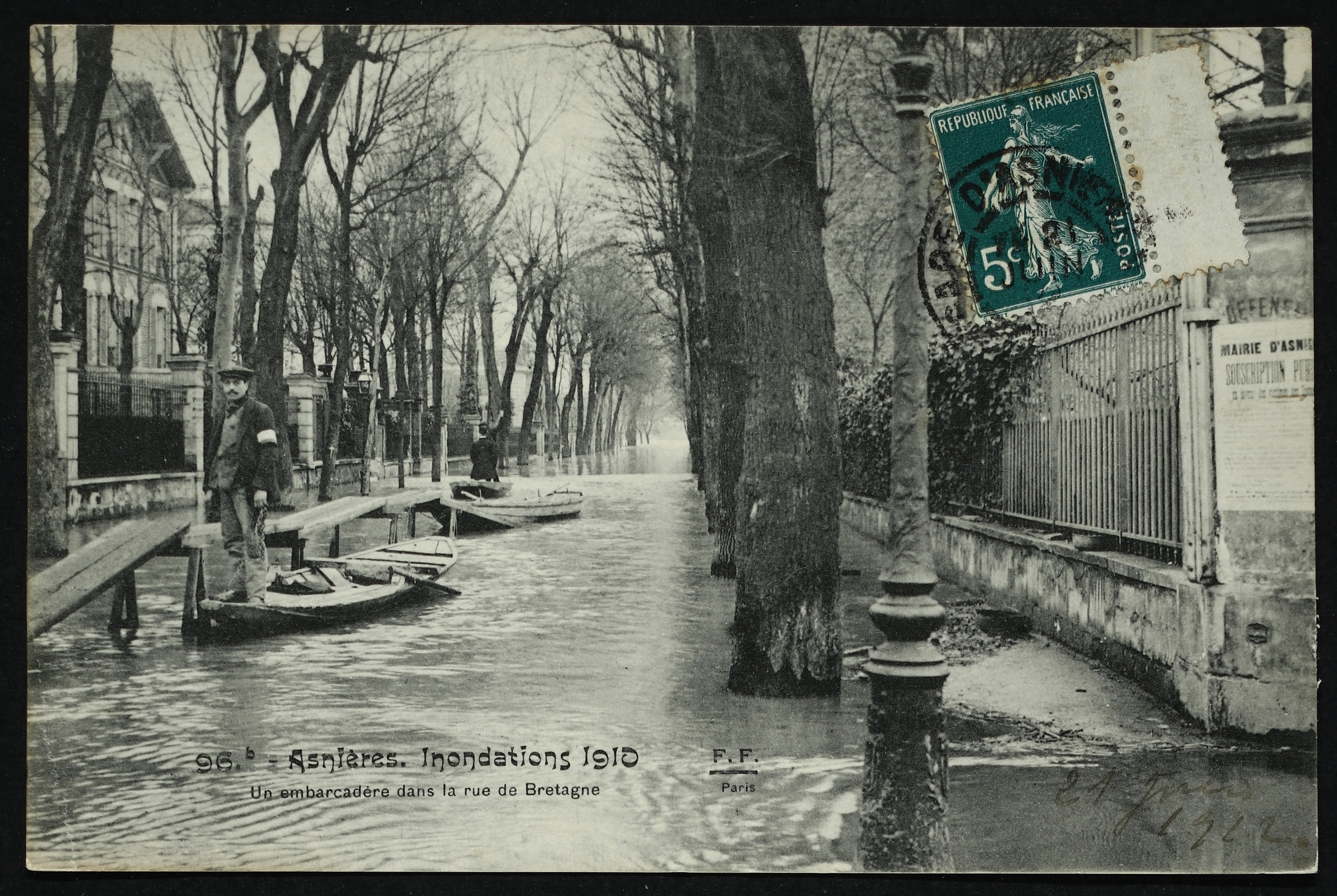
Un embarcadère, rue de Bretagne.

Comme toutes les rues des environs, sa proximité avec la Seine la fait souffrir de la crue de la Seine de 1910.

## Bâtiments remarquables et lieux de mémoire
- Marché de Bretagne[1].
- Gare d'Asnières-sur-Seine.
- Le lycée professionnel de Prony.
- Aux no 27-37, un groupe de six maisons bâties en 1886 par l’architecte G. Chauvard[2].